# Борд, Бертран де
Бертран II де Борд (фр. Bertrand des Bordes; ?, Кондом (Жер), Окситания, Королевство Франция — 12 сентября 1311, Авиньон) — церковный деятель, епископ епархии Альби (30.07.1308 — 19.12.1310) и римско-католический кардинал. Камерленго Святой Римской Церкви (1307—1311).

## Биография
Сын Гийома-Арно де Борда, гасконского рыцаря из семьи, возведённой во дворянство за преданность королю Франции во время Столетней войны. Изучал гуманитарные науки в Ажене, посещал лекции в университетах Болоньи и Орлеана. Учился вместе с Арно Д'О, будущим кардиналом Католической церкви и Камерленго.
С 27 июня 1305 года — каноник кафедрального капитула Лектура. Папский камергер.
В 1307 году стал Камерленго Католической церкви.
30 июля 1308 года избран епископом епархии Альби, сменив Бернарда III де Кастане. Служил до 19 декабря 1310 года. Занимал кафедру до своего назначения кардиналом. 14 марта 1308 года стал членом совета английского короля Эдуарда II в Аквитании.
С 19 декабря 1310 до смерти 12 сентября 1311 года служил кардиналом-священником с титулом церкви Санти-Джованни-э-Паоло в Риме.
Похоронен в коллегиальной церкви Нотр-Дам г. Юзест Жиронда в Новой Аквитании, где позже был похоронен Папа Климент V.